# Parses

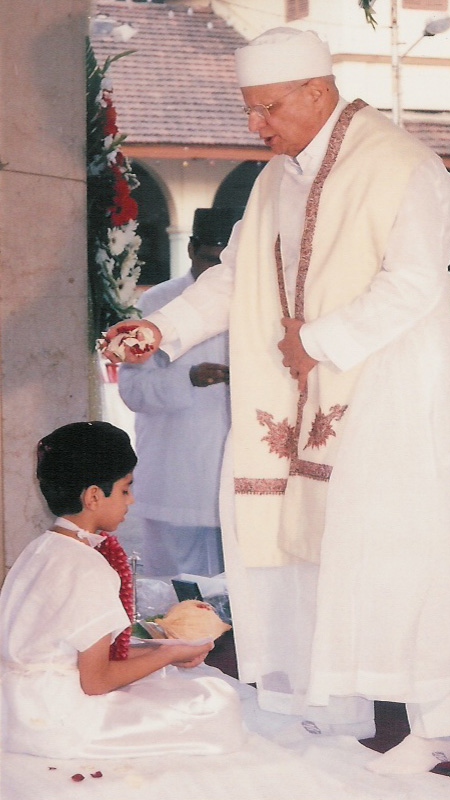
Cerimônia religiosa parsi

Parses ou pársis são um grupo étnico-religioso do subcontinente indiano.
Os parses emigraram do Irã para a Índia e o atual Paquistão, no século X, após a conquista do Irã pelos árabes muçulmanos, tendo perdido muitos de seus laços culturais originais. Constituem a maior das duas comunidades praticantes do zoroastrismo, no subcontinente indiano — juntamente com os iranis, que também emigraram do Irã, porém já nos séculos XIX e XX, e se estabeleceram na  Índia Britânica.
Freddie Mercury e Zubin Mehta são duas das mais destacadas personalidades de ascendência parse.